# 長柄駅
長柄駅（ながらえき）は、奈良県天理市兵庫町にある、西日本旅客鉄道（JR西日本）桜井線（万葉まほろば線）の駅である。

## 歴史
- 1914年（大正3年）8月20日：桜井線の丹波市駅（現・天理駅） - 柳本駅間に新設開業[3]。
- 1970年（昭和45年）11月1日：桜井線営業合理化により駅員無配置化[4]。ただし、朝夕のみ職員を派遣する[5]。
- 1980年（昭和55年）3月1日：桜井線営業近代化により駅員再配置。
- 1984年（昭和59年）10月20日：桜井線CTC化に伴い駅員無配置化[1]。
- 1987年（昭和62年）4月1日：国鉄分割民営化により、西日本旅客鉄道（JR西日本）の駅となる[3]。
- 2005年（平成17年）3月1日：ICカード「ICOCA」の利用が可能となる[6]。ICカード専用簡易改札機で対応[7]。
- 2008年（平成20年）：旧駅舎を撤去し、待合室を整備[1]。駅前広場開設[1]。
- 2010年（平成22年）3月13日：路線愛称の制定により、「万葉まほろば線」の愛称を使用開始。

## 駅構造

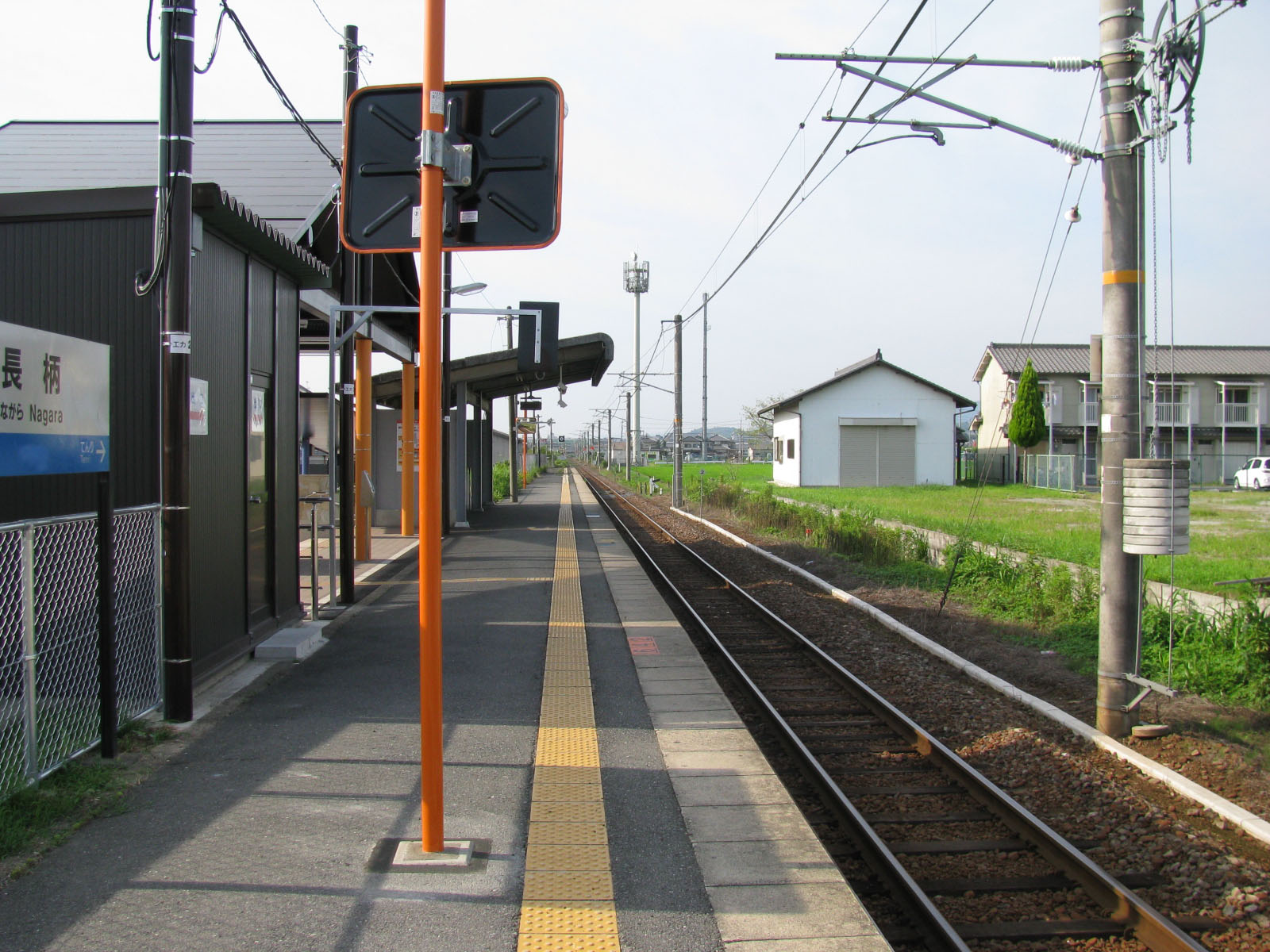
ホーム（2008年7月）

単式ホーム1面1線を有し、桜井方面に向かって右側にホームがある地上駅（停留所）。棒線構造のため、桜井方面行きと奈良方面行きの双方が同一ホームに発着する。ホームへの出入口はかつては桜井寄りに一箇所しか存在していなかったが、2008年中に駅前広場が設けられた為にホーム中程にも出入口通路が新たに設置された。その後旧駅舎は解体されている。
王寺鉄道部管理の無人駅。ICOCA利用可能駅（相互利用可能ICカードはICOCAの項を参照）。自動券売機が設置されているほか、ICOCA等のICカード読取機（入場用・出場用）が設置されているが、普通乗車券用の自動改札機は設置されていない。

## 利用状況
JR西日本の移動等円滑化取組報告書によれば、2023年度の1日平均乗降人員は1,000人。「奈良県統計年鑑」「天理市統計情報」によると、近年の1日平均乗車人員は以下の通り。
| 年度               | 1日平均 乗車人員 |
| ------------------ | ---------------- |
| 1997年（平成09年） | 730              |
| 1998年（平成10年） | 707              |
| 1999年（平成11年） | 707              |
| 2000年（平成12年） | 694              |
| 2001年（平成13年） | 688              |
| 2002年（平成14年） | 672              |
| 2003年（平成15年） | 650              |
| 2004年（平成16年） | 632              |
| 2005年（平成17年） | 622              |
| 2006年（平成18年） | 613              |
| 2007年（平成19年） | 626              |
| 2008年（平成20年） | 621              |
| 2009年（平成21年） | 604              |
| 2010年（平成22年） | 613              |
| 2011年（平成23年） | 600              |
| 2012年（平成24年） | 578              |
| 2013年（平成25年） | 602              |
| 2014年（平成26年） | 590              |
| 2015年（平成27年） | 609              |
| 2016年（平成28年） | 585              |
| 2017年（平成29年） | 588              |
| 2018年（平成30年） | 570              |
| 2019年（令和元年） | 557              |
| 2020年（令和02年） | 440              |
| 2021年（令和03年） | 458              |

## 駅周辺
- 天理市立長柄運動公園
- 大和神社
- 柳本飛行場跡
- 奈良県フットボールセンター

## 隣の駅
西日本旅客鉄道（JR西日本）
 万葉まほろば線（桜井線）
■快速（高田駅経由大和路線直通）・■普通
天理駅 - 長柄駅 - 柳本駅